# جون لي (مؤلف)
جون لي (بالإنجليزية: John Lee)‏ (12 مارس 1931، أوكلاهوما في الولايات المتحدة)؛ صحفي، كاتب وروائي أمريكي.